# 中島式一型複葉機
中島式一型複葉機（なかじましきいちがたふくようき）は、日本飛行機製作所（中島飛行機（現・SUBARU）の一時期の名称）が大日本帝国陸軍向けに試作した飛行機。陸軍に納入されることなく民間の試作機として終わった。

## 経緯
1917年（大正6年）12月に海軍を退役して「飛行機研究所」を設立した中島知久平は、陸軍に納入する試作機として中島式一型陸上機の開発を開始。佐久間一郎、奥井定次郎技師によって設計を進め、1918年（大正7年）4月の飛行機研究所の「中島飛行機製作所」への改名、さらに同年5月の「日本飛行機製作所」への再改名を経た1918年7月に試作一号機である中島式一型一号機が完成した。初飛行は尾島飛行場で同年8月1日に行われたが、離陸直後に墜落し大破。約20日かけて修理を行い、修理完了後にこれを改めて中島式一型二号機とした。しかし、この二号機も同月25日に行われた陸軍のパイロットによる飛行試験中、着陸の際に利根川の堤防に激突してまたも大破してしまった。
この事故からの修理の際、テストパイロットを務めた岡楢之助騎兵大尉の案によって機体の小改造が行われ、約一週間後に中島式一型三号機として修理が完了した。同年9月13日に場所を各務原飛行場に移し、再び岡大尉をパイロットとして飛行試験を行ったが、着陸時の滑走中に飛行場の一角にあった溝にはまり機体を破損。修理の際にふたたび岡大尉の案に基づく改造が行われ、中島式一型四号機となった。四号機の試験飛行は同年12月9日に場所を尾島飛行場に戻して行われたが、飛行中に機体故障が発生し利根川に墜落。テストパイロットを務めていた中島の佐藤要蔵（のちの佐藤章）飛行士が重傷を負った。この後修理は行われず、陸軍に納入されることもなかった。

## 設計
機体は独自設計による木製骨組に羽布張りの複葉機で、降着装置は固定脚。エンジンは陸軍から払い下げられたホール・スコット製の物を使用した。不調の大きな原因は、設計時に重心位置の測定を誤ったため機体がテールヘビーに陥っていたことだった。また、当時の陸海軍の主流は推進式にエンジンを配置した機体であり、推進式機に慣れた当時のパイロットにとって牽引式にエンジンを配置していた中島式一型の操縦は難しいものだった。
なお、海軍向けの中島式二型水上機の開発も計画されていたが、製作に使用する予定だった資材を一号機の修復に用いたため実機は製作されていない。

## 諸元
- 全長：8.00 m
- 全幅：15.00 m
- 全高：3.00 m
- 主翼面積：45.0 m2
- 自重：800 kg
- 全備重量：1,200 kg
- エンジン：ホール・スコット A-5 水冷直列6気筒（最大130 hp） × 1
- 最大速度：120 km/h
- 実用上昇限度：3,000 m
- 航続時間：4時間
- 乗員：2名